# Kwas N-acetyloneuraminowy
Kwas N-acetyloneuraminowy, NeuAc, kwas N-sjalowy – związek organiczny z grupy kwasów sjalowych, których jest najpowszechniej występującym reprezentantem. 

## Biosynteza
N-Acetylomannozoamina jest fosforylowana w pozycji C-6, gdzie dawcą fosforanu jest ATP. W wyniku tego powstaje N-acetylomannozoamino-6-fosforan, który wchodzi w reakcję z fosfoenolopirogronianem tworząc N-acetyloneuroamino-9-fosforan. Pod wpływem fosfatazy odłączany jest fosforan i tworzy się kwas N-sjalowy.

## Funkcje biologiczne
Jedna lub więcej cząsteczek kwasów sjalowych wchodzi w skład lipidów – gangliozydów.
Pełni u zwierząt ważną funkcję w przekazywaniu sygnałów między komórkami, występuje w substancji szarej mózgu. Syntetyzowany jest przez komórki w czasie infekcji wirusowej. Występuje w glikoproteinach błony komórkowej. W błonie komórek nowotworowych jest go więcej niż w błonie zdrowych komórek.
Niedobór neuraminidazy w postaci NEU1 (sjalidazy lizosomalnej), odpowiedzialnej za rozkład kwasu N-sjalowego, jest przyczyną sjalidozy.